# Varma (Pensionsfonds)
Varma (offizielle Bezeichnung: Keskinäinen työeläkevakuutusyhtiö Varma, international: Varma Mutual Pension Insurance Company) ist der zweitgrößte finnische Pensionsfonds. Er wurde 1998 gegründet und hat seinen Sitz in der Hauptstadt Helsinki. Varma verfügt über ein Anlageportfolio, das mit rund 45 Milliarden Euro bewertet wird (1. Halbjahr 2017) und ist damit der größte Investor Finnlands. Präsident und CEO ist seit 2014 Risto Murto. Varma ist in den vergangenen Jahren durch die Übernahme mehrerer von großen Institutionen bzw. Unternehmen outgesourceten Pensionsversicherungen stark gewachsen.